# Hugo Barrantes Ureña
Hugo Barrantes Ureña (ur. 21 maja 1936 w San Isidro de El General, zm. 28 września 2024 w San José) – kostarykański duchowny katolicki, arcybiskup San José w latach 2002–2013.

## Życiorys
Święcenia kapłańskie otrzymał 23 grudnia 1961 i został inkardynowany do diecezji San Isidro de El General. Był m.in. krajowym dyrektorem Papieskich Dzieł Misyjnych oraz wikariuszem generalnym diecezji.
17 kwietnia 1998 papież Jan Paweł II mianował go ordynariuszem diecezji Puntarenas. Sakry biskupiej udzielił mu 16 lipca 1998 ówczesny arcybiskup San José – Román Arrieta Villalobos.
13 lipca 2002 został mianowany metropolitą stołecznej archidiecezji San José. 
4 lipca 2013 papież Franciszek przyjął jego rezygnację z powodu osiągnięcia wieku emerytalnego, wyznaczając nowego arcybiskupa, którym został José Rafael Quirós Quirós.